# 나이트 게임 (1966년 영화)
《나이트 게임》(스웨덴어: Nattlek, 영어: Night Games)은 스웨덴에서 제작된 마이 제털링 감독의 1966년 흑백 드라마 영화이다. 잉그리드 서린 등이 주연으로 출연하였다. 제27회 베니스 국제 영화제에서 초연되었다.
마더 콤플렉스로 고민하는 청년의 심리를 대담한 현재와 과거의 교착묘사에 의하여 부각시키려 한 영화이다. 감독은 여배우 출신인 만큼 어머니와 어린 아이와의 미묘한 애정을 꽤 깊은 데까지 묘사하고 있다. 게다가 현재와 과거가 거의 동일한 차원에서 교차하는 묘사는 스웨덴 영화의 한 특색을 이루는 것이다. 작품적으로는 특히 두드러진 것은 없으나 스웨덴 영화의 독자적인 세계를 가지고 있다.

## 줄거리
얀(옐름)은 마리아나(브룬딘)를 사랑하고 있으나 어릴 때에 느끼던 어머니(추린)에 대한 사모함으로부터 헤어나지 못한다. 얀은 과거로부터 빠져 나가기 위하여 어머니와 살던 집에 마리아나를 불러온다. 그리고 결혼식을 올리나 얀은 어머니의 이미지를 잊지 못한다. 그러나 마리아나는 얀으로 하여금 집을 폭파시키게 함으로써 드디어 과거로부터 탈출하는 데 성공시킨다.

## 출연

### 주연
- 잉그리드 서린
- 케베 옐름
- 레나 브룬딘
- 예르겐 린드스트룀